# Herta Wimmler
Herta Wimmler (* 26. August 1937 in Bruck an der Mur, Steiermark) ist eine österreichische Politikerin (ÖVP).

## Leben
Nach Besuch der Volksschule und des Gymnasiums in Bruck, an welchem sie im Jahr 1956 maturierte, erlernte Wimmler von 1956 bis 1958 den Beruf der Chemielaborantin. Danach fand sie Arbeit in ihrem Beruf bei der Firma Böhler-Uddeholm in Kapfenberg.
Mit einer Ausnahme einer achtjährigen Karenz zwischen 1961 und 1969, in der sie die Betreuung ihrer drei Kinder übernahm, war Wimmler bis 1988 für Böhler-Uddeholm tätig. In diesem Unternehmen saß sie im Betriebsrat und engagierte sich auch gewerkschaftlich.
1986 ging Wimmler auch in die Politik, als sie für die ÖVP in den Kapfenberger Gemeinderat einzog. In diesem hatte sie bis zum Jahr 2000 ein Mandat inne. Im Januar 2002 folgte ihre Vereidigung als Mitglied des Bundesrats in Wien. In diesem vertrat sie bis Oktober 2005 die Interessen der Steirer.
Privat engagiert sich Wimmler bei den Kapfenberger Hilfswerken, einer Organisation, in der Kinder mit deutscher und nicht-deutscher Muttersprache gleichermaßen gefördert werden. Das Integrationsprojekt wurde unter anderem mit der Humanitas-Medaille ausgezeichnet. 2018 wurde sie mit dem Großen Ehrenzeichen des Landes Steiermark ausgezeichnet.